# Relations entre l'Argentine et le Canada
Les relations entre l'IArgentine et le Canada sont des relations étrangères entre l'Argentine et le Canada.
Les deux nations sont membres du Groupe de Cairns, du G20, du Groupe de Lima, de l'Organisation des États américains et des Nations unies.
L'Argentine a une ambassade à Ottawa et des consulats généraux à Montréal, Toronto et Vancouver.
Le Canada a une ambassade à Buenos Aires.

## Histoire
En 1940, les deux nations ont officiellement établi des relations diplomatiques. En 1945, le Canada a ouvert sa première ambassade résidente à Buenos Aires.